# Exército de Libertação Oromo
O Exército de Libertação Oromo é um movimento armado oromo que se separou da Frente de Libertação Oromo em 2018 após um acordo de paz no contexto do conflito oromo. O Exército de Libertação Oromo foi formado principalmente por membros armados da Frente de Libertação Oromo pré-acordo de paz que optaram por continuar a oposição armada ao governo, e continuaram a ser vistos como o "braço armado" da organização. 
O Exército de Libertação Oromo foi acusado e reivindicou várias execuções extrajudiciais. 

## Origem
A Frente de Libertação Oromo foi formada em 1974, :380 evoluindo a partir de insurgências oromos iniciadas na década de 1960 em resposta a injustiças percebidas pelos grupos no poder.
Em agosto de 2018, um acordo de paz foi assinado entre o governo etíope e a Frente de Libertação Oromo, declarando um cessar-fogo, a continuação das atividades da Frente de Libertação Oromo por "meios pacíficos" e a criação de um comitê conjunto para a implementação do acordo. Os componentes armados da Frente de Libertação Oromo que desconfiavam do acordo de paz, vendo "nenhum espaço para uma resolução política pacífica", formaram o Exército de Libertação Oromo como um grupo separado da Frente de Libertação Oromo. Em junho de 2021, Nagessa Dube, ex-procuradora-geral da região de Oromia, descreveu o Exército de Libertação Oromo como o "braço armado" da Frente de Libertação Oromo.

## Liderança
Em junho de 2021, Jaal Marroo (também, Kumsa Dirriba ou Miliyon Diriba) era o comandante-chefe do grupo. 

## Ações militares
No final de outubro de 2021, o Exército de Libertação Oromo controlava grande parte da província de Welega  e assumiu o controle de Kamisee em 31 de outubro de 2021, simultaneamente às Forças de Defesa de Tigray assumindo o controle de Kombolcha.  Em 1 de novembro, Jaal Marroo afirmou que o Exército de Libertação Oromo havia tomado "várias cidades no oeste, centro e sul de Oromia, enfrentando pouca resistência das forças governamentais que estavam recuando."

## Situação legal
Em 6 de maio de 2021, a Câmara dos Representantes do Povo da Etiópia declarou que o Exército de Libertação Oromo era uma organização terrorista. 

## Análise
Soretti Kadir afirmou em julho de 2021 que as ações do Exército de Libertação Oromo estavam "respondendo à violência estatal sistêmica e duradoura" por parte do governo federal da Etiópia. Nagessa Dube argumenta que a organização "aparentemente tem como alvo os funcionários civis do governo para instilar medo no público". 